# Eurotiales
Eurotiales, red gljiva (G.W. Martin, 1941 ex Benny & Kimbr., 1980) u podrazredu Eurotiomycetidae. Obuhvaća porodice Elaphomycetaceae, Monascaceae i Trichocomaceae.